# جواد العلي
جواد العلي (22 فبراير 1977م -): مطرب سعودي.

## سيرته وحياته

### نشأته
وُلد جواد محمود العلي بمدينة الرياض في الثاني والعشرون من فبراير لعام 1977 الموافق العاشر من ذي الحجة عام 1397 هـ، في أسرة ميسورة الحال. تلقى تعليمه الأوليّ بمدارس الرياض، ومُنذ صِغره أحب الغناء والموسيقى. ثم درس البكالوريس في باكستان، إذ كان أحد أقاربه في القنصلية السعودية في باكستان، وحصل على شهادة الهندسة الكهربائية بإحدى جامعات باكستان.

### مسيرته الفنية

#### بداية مشواره الفني: 1998 - 2000
في سنة 1998م كانت بداياته الفنية مع ألبوم «ليه ما حسده»، ومن الأغاني التي تميزت أغنية (آه يا ميمه، ليه ما أحسده، المثل قال حكمه).
ألبومه الثاني كان تحت عنوان «لا كذا عاجب»، الذي صدر عام 1999م، كجلسة خليجية حيث أدخل الفنان جواد على الجلسة الخليجية آلة الجتيار والبزق والبيانو ولاقت استحسانا كبيرا من محبي الجلسات الخليجية ومن الأغاني المتميزة في هذا الألبوم (مردك لي، ليه أشوفك، مثلك أنا، اسمعيني حواء).
أما ألبومه الثالث فصدر عام 2000م، وكان تحت عنوان «المعروف»، ولاقى نجاحاً محليًا واسع في المملكة العربية السعودية، ومن الأغاني المميزة بالألبوم: (أنا أستاهل، هذا وأنا الغالي، أتحرى العيد).

#### فترة الانتشار: 2001م - 2002
وفي أوائل سنة 2001م أصدر ألبوم «أحبك» أحد أهم البوماته، وقد لاقى نجاحا كبيرًا ورواجًا واسعا في الخليج العربي. ومن الأغاني المميزة (الشوق، أحبك، إنتهينا، علموه، مريت، ياليت). وفي صيف 2001م، أصدر جواد أغنية (إسأليني) وهو دويتو مع المطربة التركية حزن، ولاقت الأغنية نجاحًا عربيًا واسع آنذاك.
وفي سنة 2002م أصدر ألبومه الخامس «وجه الخير»، وقد نال هذا الألبوم رضا أكبر شريحة من الجمهور وتميزت فيه الأغاني (وجه الخير، أموت أعرف، محبوبي، أنت عارف، خسارة، لبيه، تعال، أبصري، دقات قلبي، الويل).

#### الشهرة العربية: 2003 - 2004
قي 2003م أصدر ألبومه السادس «يجيلك يوم»، ولاقت الأغنية التي تحمل ذات اسم الألبوم نجاح عربي واسعا، وقام بمشاركته غنائها الفنان الإيراني سامان. وفي 2004 أصدر ألبوم «حبيتك» وقد لاقت الأغنية التي تحمل اسم الألبوم شهرة وإستحسان عربيا واسع.

## الأعمال الفنية

### الألبومات
| - 1998: ليه ما حسده. - 1999: لا كذا عاجب. - 2000: المعروف. - 2001: أحبك. - 2002: وجه الخير. - 2003: يجيلك يوم. - 2004: حبيتك. | - 2005: حبيب العمر. - 2007: في هذا الزمان. - 2008: عاشق. - 2009: أمر الحب. - 2014: أخيرا. - 2016: متى تشتاق. |

### الفيديو كليبات
| - 1998: ليه ما أحسده على يوتيوب. - 2000: أستاهل على يوتيوب، وقد حققت نجاجًا خليجا. - 2001: الشوق على يوتيوب، وقد حققت نجاحًا خليجا واسعا. - 2001: إنتهينا على يوتيوب. - 2001: إسأليني على يوتيوب، وقد حققت نجاحًا عربيًا واسعا. - 2001: علموه على يوتيوب. - 2002: يا وجه الخير على يوتيوب، وقد حققت نجاحًا خليجا واسعا. - 2002: محبوبي على يوتيوب. - 2002: أموت أعرف على يوتيوب، وقد حققت نجاحًا خليجا واسعا. - 2003: يجيلك يوم على يوتيوب، وتعد الأغنية الأكثر نجاحا. - 2004: حبيتك على يوتيوب، من الأغاني ذاعت الصيت. | - 2004: تحبني ما تحبني على يوتيوب. - 2004: واه قلبي على يوتيوب. - 2004: من سمع على يوتيوب. - 2005: مجنون ليلى على يوتيوب. - 2005: بس كفاية على يوتيوب. - 2005: حبيب العمر على يوتيوب. - 2005: حلو التقاسيم على يوتيوب. - 2006: آخر خبر على يوتيوب. - 2006: القلب والعين على يوتيوب. - 2007: في هذا الزمان على يوتيوب. - 2007: لله في الله على يوتيوب. | - 2007: ما عرفت الحب على يوتيوب. - 2007: يا ليتك على يوتيوب. - 2007: جرح الغدر على يوتيوب. - 2007: وجودك على يوتيوب. - 2007: وين إنت؟ على يوتيوب. - 2008: العيون السواهي على يوتيوب. - 2008: تحبني ومعذبني على يوتيوب. - 2009: بأمر الحب على يوتيوب. - 2009: الكوكب على يوتيوب. - 2015: فقدنا عدوك على يوتيوب. - 2015: الزين على يوتيوب. - 2016: أسمعك على يوتيوب. |